# Vinary (kraj pardubicki)
Vinary – miejscowość i gmina (obec) w Czechach, w kraju pardubickim, w powiecie Uście nad Orlicą. W 2022 roku liczyła 136 mieszkańców.